# かきましょうつくりましょう
『かきましょう つくりましょう』は、1960年4月16日から1964年3月16日までNHK教育テレビジョンで放送されていた小学校低学年向けの学校放送（教科：図画工作）である。1960年9月3日まではNHK総合テレビジョンでも放送されていた。

## 放送時間
いずれも日本標準時。
| 期間                          | 放送時間                                                                      |
| ----------------------------- | ----------------------------------------------------------------------------- |
| 1960年4月16日 - 1961年3月18日 | 土曜日 11:00 - 11:15 『うたいましょう ききましょう』と一週交替で放送。        |
| 1961年4月12日 - 1962年3月14日 | 水曜日 10:40 - 11:00 『うたいましょう ききましょう』と一週交替で放送。        |
| 1962年4月9日 - 1964年3月16日  | 月曜日 10:40 - 11:00 中学年を対象にしていた『たのしい図工』と一週交替で放送。 |

## 出演者
- 岡本安以子（1960年度）
- かきましょうグループ（1960年度）
- 片岡和賀代（1961年度）
- 手代木英馬（1961年度）
- 山田貞実（1962年度）
- 川野めぐみ（1962年度 - 1963年度）

## 放送リスト

### 1960年度
- 1960年04月16日 たのしいあそび[1]
- 1960年04月30日 こいのぼり[1]
- 1960年05月14日 えんそく[1]
- 1960年05月28日 はんこあそび  [1]
- 1960年06月11日 ねんどあそび [1]
- 1960年06月25日 たなばたかざり [1]
- 1960年07月09日 うみのそこ [1]
- 1960年09月03日 なつやすみのてんらんかい[1]
- 1960年09月17日 ものならべ [1]
- 1960年10月01日 ねん土のどうぶつえん[1]
- 1960年10月15日 うんどうかい[1]
- 1960年10月29日 おもしろいまち[1]
- 1960年11月12日 はりえ  [1]
- 1960年11月26日 すきなもよう[1]
- 1960年12月10日 かみのこうさく [1]
- 1960年12月24日 はんが  [1]
- 1961年01月21日 かげえ[1]
- 1961年02月04日 おめんつくり[1]
- 1961年02月18日 あきばこをつかって [1]
- 1961年03月04日 おはなしのえ [1]
- 1961年03月18日 みんなでかくえ[1]

### 1961年度
- 1961年04月12日 予告[2]
- 1961年04月26日 ねんどあそび[2]
- 1961年05月17日 すきなえをかこう[2]
- 1961年05月31日 もようあそび[2]
- 1961年06月14日 はんおしあそび  [2]
- 1961年06月28日 へやかざり[2]
- 1961年07月12日 あきばこあそび[2]
- 1961年07月19日 1学期のまとめ [2]
- 1961年09月06日 2がっきのよこく[2]
- 1961年09月20日 あきばこのいえ  [2]
- 1961年10月04日 ねんどのどうぶつ[2]
- 1961年10月18日 おはなしのえ  [2]
- 1961年11月01日 もようつくり [2]
- 1961年11月15日 かみでつくろう [2]
- 1961年11月29日 かみはんが  [2]
- 1961年12月13日 がっこうのこと[2]
- 1961年12月20日 2がっきのまとめ [2]
- 1962年01月10日 3がっきのよこく [2]
- 1962年01月24日 おめんつくり[2]
- 1962年02月07日 いろいろなものでつくろう[2]
- 1962年02月21日 かみのおもちゃ [2]
- 1962年03月07日 ことりのくに[2]
- 1962年03月14日 まとめ [2]

### 1962年度
- 1962年04月09日 こんなあそびをしってるかい[3]
- 1962年04月16日 ぐんぐんかこう[3]
- 1962年04月30日 はんこぽんぽん[3]
- 1962年05月14日 あきばこあそび[3]
- 1962年05月28日 ねんどあそび[3]
- 1962年06月11日 こんなもようができた[3]
- 1962年06月25日 かみでつくろう[3]
- 1962年07月09日 ふねあそび [3]
- 1962年07月16日 なつやすみのこうさく[3]
- 1962年09月03日 たのしかったなつやすみ[3]
- 1962年09月10日 こびとのおまつり[3]
- 1962年09月24日 ねんどのゆうえんち [3]
- 1962年10月08日 おもしろいもよう[3]
- 1962年10月22日 はりえあそび [3]
- 1962年11月05日 おはなしのえ[3]
- 1962年11月19日 はんがあそび [3]
- 1962年12月03日 にんぎょうつくり[3]
- 1962年12月17日 もうじきおしょうがつ[3]
- 1963年01月07日 ほら見てごらん[3]
- 1963年01月14日 かみはんが[3]
- 1963年01月28日 おめんつくり[3]
- 1963年02月11日 ぼくのいえ わたしのいえ[3]
- 1963年02月25日 つるすかざり[3]
- 1963年03月11日 わたしのかお[3]

### 1963年度
- 1963年04月08日 はるがきた[4]
- 1963年04月15日 ぐんぐんかこう[4]
- 1963年05月06日 ねんどあそび[4]
- 1963年05月20日 はこあそび[4]
- 1963年06月03日 はんこあそび[4]
- 1963年06月17日 もようつくり[4]
- 1963年07月01日 たなばたさま[4]
- 1963年07月15日 みずあそび[4]
- 1963年09月02日 たのしかったなつやすみ[4]
- 1963年09月09日 さかなつり[4]
- 1963年09月23日 どうぶつつくり[4]
- 1963年10月07日 うんどうかい[4]
- 1963年10月21日 のりものをつくろう[4]
- 1963年11月04日 おちばひろい[4]
- 1963年11月18日 ならべもよう[4]
- 1963年12月02日 おはなしのえ[4]
- 1964年01月06日 さあ3がっき[4]
- 1964年01月13日 おしょうがつのえ[4]
- 1964年01月27日 ふくわうちおにはそと[4]
- 1964年02月10日 ガラスえ[4]
- 1964年02月24日 ひなまつり[4]
- 1964年03月09日 せんせいのかお[4]
- 1964年03月16日 てんらんかい[4]